# Pujerra
Pujerra er en by og kommune i det sydlige Spanien i provinsen Málaga. Den har et indbyggertal på 290 (2024) indbyggere.